# Кингсли, Санни
Са́нни Эке Ки́нгсли (англ. Sunny Ekeh Kingsley; 9 сентября 1981, Оверри, Нигерия) — нигерийский футболист, нападающий.
Начал карьеру на родине в Нигерии, после чего переехал в Португалию. Вначале выступал за молодёжную команду «Униан Лейрия», затем являлся игроком «Униан ди Томар». В 2001 году перешёл в «Калдаш», а спустя два года в команду «Бейра-Мар». В 2005 году подписал контракт с египетским «Замалеком», спустя год перейдя в кипрский АЕК из Ларнаки. В 2008 году стал игроком донецкого «Металлурга». В 2010 году вернулся в АЕК, в команде провёл два года, после чего принял решение завершить карьеру и возглавить скаутскую службу АЕКа. Летом 2014 года возобновил игровую карьеру, перейдя в клуб «Никос и Сократис Эримис».
Выступал за молодёжную сборную Нигерии, приглашался в национальную сборную, однако за первую команду не играл.

## Биография
Санни родился 9 сентября 1981 года в городе Оверри на востоке Нигерии. Кроме него в семье было ещё семеро детей, пять сестёр и два брата. Его семья жила в бедности. В 7 лет он начал работать на ферме, что бы помочь своим родителям. Начал заниматься футболом на родине в Нигерии.

### Клубная карьера
В 1997 году выступал за «Фёрст Банк», а в следующем году являлся игроком клуба «Соккер Варриор». Отец футболиста не хотел, чтобы Санни выступал в чемпионате Нигерии, так как считал турнир слабым. Позже он перебрался в Португалию в молодёжную команду «Униан Лейрия». В сезоне 2000/01 играл за команду «Униан ди Томар» в третьем по значимости дивизионе Португалии.
С 2001 года по 2003 год он выступал за «Калдаш» во втором по значимости дивизионе Португалии, в команде он стал основным игроком и сыграл 67 матчей и забил 14 матчей.
После он играл за «Бейру-Мар», в команде он провёл 61 матч и забил 7 голов в чемпионате Португалии. Когда у Кигсли истекал контракт с «Бейрой-Маром» ему посоветовали перейти в египетский «Замалек». «Замалек» за него заплатил 100 тысяч евро. В чемпионате Египте он провёл всего 5 матчей. Как говорил позже Кингсли, египетский этап его карьеры был неудачным.
В начале 2007 года перешёл в кипрский АЕК из Ларнаки на правах свободного агента. В сезоне 2006/07 вместе с командой дошёл до полуфинала Кубка Кипра, где АЕК проиграл «Анортосису» (2:3 по сумме двух матчей). В сезоне 2007/08 забил 11 мячей в чемпионате Кипра и был признан лучшим нападающим того сезона.

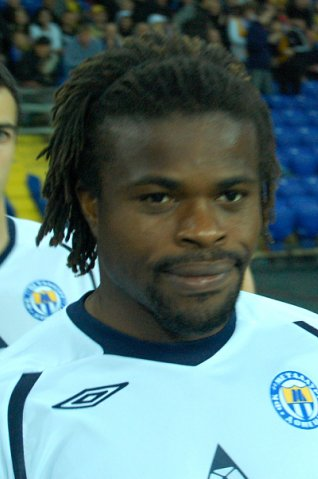
В игре за «Металлург»

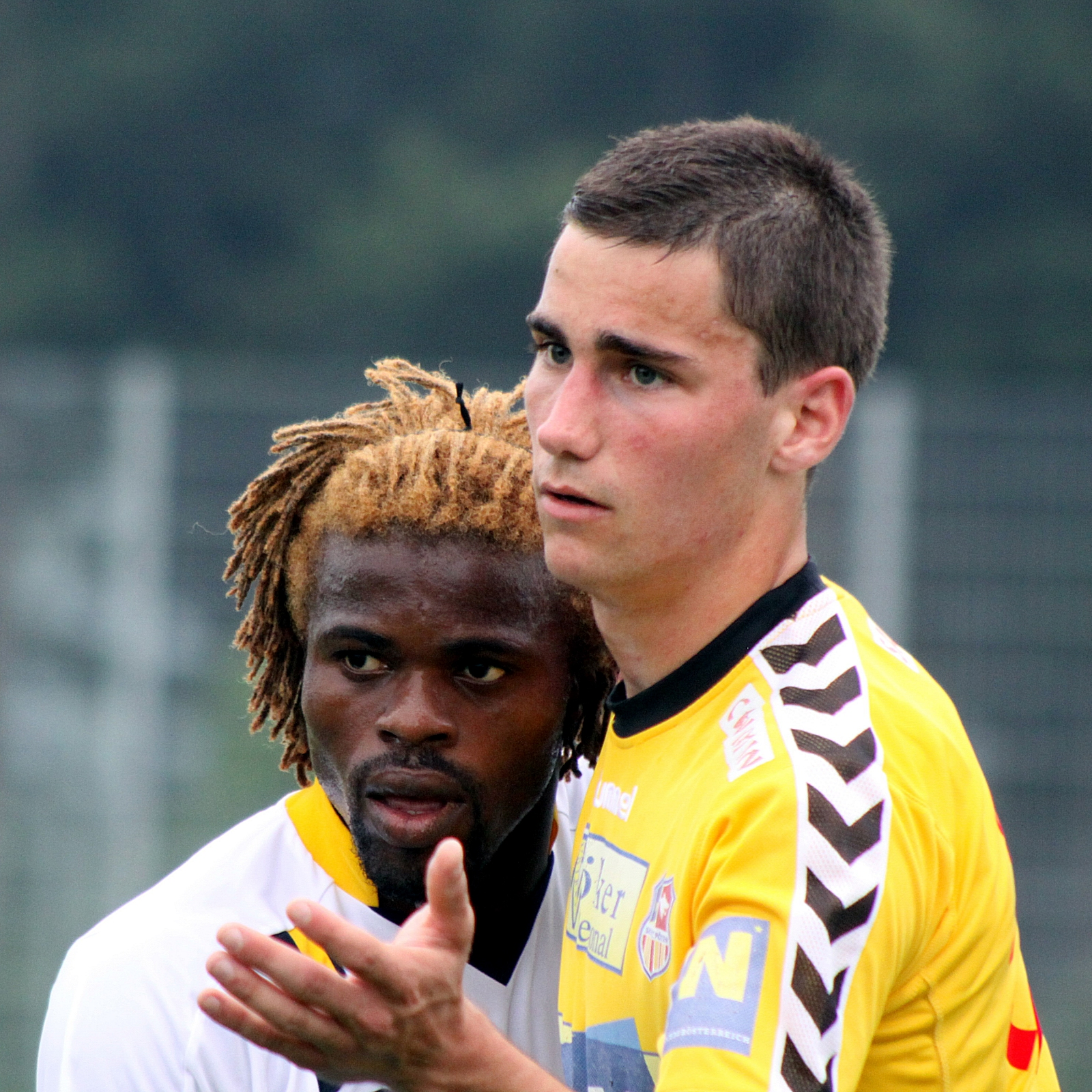
В игре за «Металлург» в товарищеском матче против «Санкт-Пёльтена» в июне 2010 года.

В июле 2008 года подписал трёхлетний контракт с донецким «Металлургом». Клуб за него заплатил 620 000 евро. Впервые за «Металлург» он сыграл 7 июля 2008 года в товарищеском матче против румынского «Васлуя» (0:2).
В чемпионате Украины дебютировал 26 июля 2008 года в домашнем матче против одесского «Черноморца» (1:0), Кингсли вышел в перерыве вместо Александра Сытника, в этом матче Кингсли забил гол, однако его не засчитали из-за офсайда. В матче против «Харькова» 9 августа 2008 года Кингсли забил последний гол в матче в ворота Дмитрия Стойко, в итоге «Харьков» проиграл со счётом (3:0). После этого Санни попал в сборную тура по версии сайта Football.ua. По итогам сезона 2008/09 «Металлург» занял 4 место в чемпионате Украины и получил право участвовать в квалификации Лиги Европы.
Во втором квалификационном раунде «Металлург» обыграл белорусский МТЗ-РИПО (5:1 по сумме двух матчей), а после выбил из турнира словенский «Интерблок» (5:0 по сумме двух матчей). В следующем раунде «Металлургу» попалась австрийская «Аустрия», в первом матче дончане сыграли вничью (2:2), Кингсли забил один из голов. Второй матч команда проиграла в дополнительное время (3:2) и вылетела из турнира.
В сезоне 2009/10 «Металлург» дошёл до финала Кубка Украины, по ходу турнира выбив таких соперников как: «Карпаты», «Днепр» и «Шахтёр». Финал состоялся 16 мая 2010 года на стадионе «Металлист» в Харькове, тогда «Металлург» уступил симферопольской «Таврии» (3:2 в дополнительное время). Всего за «Металлург» в чемпионате Украины он провёл 53 матча и забил 4 мяча, также провёл 7 матчей и забил 1 гол в Кубке Украины. Во время игры в «Металлурге» он получил прозвище Саня Кислый.
В августе 2010 года Кингсли перешёл в кипрский АЕК, где главным тренером был Тон Канен, который раньше тренировал донецкий «Металлург». В сезоне 2010/11 АЕК занял 4 место в чемпионате Кипра и получил право участвовать в Лиге Европы, начиная со второго квалификационного раунда. Кингсли сыграл в 27 матчах и забил 2 гола.
Во втором раунде квалификации Лиги Европы АЕК одолел мальтийскую «Флориану» по сумме двух матчей со счётом (0:9). В следующем раунде киприоты выиграли у чешского клуба «Млада-Болеслав» (5:2). В раунде плей-офф команда Санни Кингсли прошла норвежский «Русенборг» (1:2), что позволило АЕКу стать участником группового этапа. В своей группе киприоты заняли последнее 4 место, уступив израильскому «Маккаби» из Хайфы, румынскому «Стяуа» и немецкому «Шальке 04». Кингсли в еврокубках этого сезона провёл 11 матчей и отдал 3 голевых передачи.
Всего в чемпионате Кипра 2011/12 Санни Кингсли провёл 12 матчей и забил 1 гол. Свой последний матч за АЕК он провёл 29 января 2012 года против клуба «Неа Саламина Фамагуста». Поединок закончился победой его команды со счётом (6:0), а сам Кингсли забил один из голов. После этого Санни объявил о завершении карьеры футболиста и возглавил скаутскую службу АЕКа.
Летом 2014 года возобновил игровую карьеру, перейдя в клуб «Никос и Сократис Эримис».

### Карьера в сборной
Выступал за молодёжную сборную Нигерии.
В 2004 году во время выступления за «Бейру-Мар» Кингсли вызвали в национальную сборную Нигерии, но руководство клуба не отпустило его. Больше в сборную его не приглашали.

## Достижения
- Финалист Кубка Украины (1): 2009/10

## Стиль игры
Санни Кингсли играет на позиции нападающего. Он способен прикрыть мяч корпусом и сделать точную передачу партнёрам. Играя за «Металлург» часто отходил в защиту. Также в «Металлурге» главный тренер Николай Костов ставил его на позицию крайнего полузащитника. Кингсли может одинаково хорошо сыграть обеими ногами.

## Личная жизнь
У Кингсли есть сын Джомали, он живёт в Швеции со своей матерью. Кингсли хорошо знает русский язык, так как его жена — русская.